# Dolichopeza (Trichodolichopeza) picticeps
Dolichopeza (Trichodolichopeza) picticeps is een tweevleugelige uit de familie langpootmuggen (Tipulidae). De soort komt voor in het Afrotropisch gebied.